# Tierra Amarilla (New Mexico)
Tierra Amarilla (span.: Gelbe Erde) ist ein Ort (census-designated place) im Rio Arriba County des Bundesstaates New Mexico. Es ist Verwaltungssitz (County Seat) des Rio Arriba County.

## Lage
Tierra Amarilla liegt im Bergland des nördlichen New Mexico am U.S. Highway 64. Die U.S. 64 vereinigt sich im Süden des Ortes mit dem U.S. Highway 84, um als gemeinsame Strecke durch ihn nach Norden zu führen. Östlich von Tierra Amarilla fließt der Rio Chama, in dessen Tal es liegt.

## Bevölkerung
Die 2023 637 Einwohner des Ortes in 215 Haushalten sind zu 93 Prozent Hispanics. Das Durchschnittsjahreseinkommen betrug 21.724 Dollar, die Armutsrate betrug 46,7 Prozent.

## Geschichte
Es gibt Hinweise darauf, dass das Tal des Chama seit etwa 5000 Jahren bewohnt ist, darunter Stellen südlich von Abiquiú, an denen Pueblos standen. Handelswege führten vom Tal des Rio Grande durch das Gebiet bis in das heutige Four-Corners-Gebiet. Später zugewanderte Navajo nutzten das Gebiet von Tierra Amarillo als Rückzugsgebiet bei Überfällen entlang des Rio Grande.

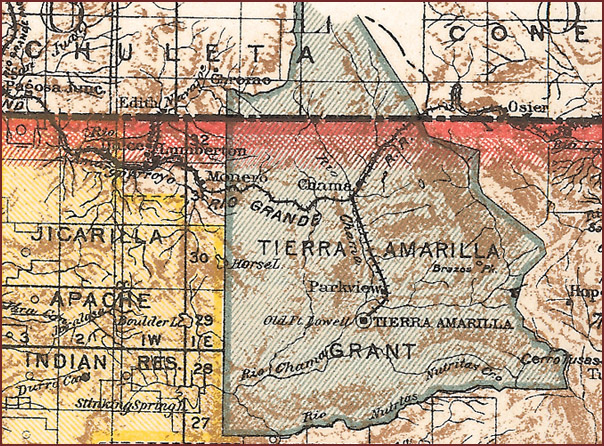
Karte der Tierra Amarilla Land Grant

Zur Erkundung von Santa Fe in Richtung Kalifornien ausgesandte Mönche notierten 1776, dass das Gebiet des heutigen Tierra Amarilla gut für Ackerbau und Viehzucht geeignet sei. 1832 vergab die Regierung Mexikos die Tierra Amarilla Land Grant an Manuel Martinez und Siedler aus Abiquiú, die ein Areal größer als das heutige Tierra Amarilla umfassenden. Zur Zeit des Goldrausches führte der Spanish Trail der Goldsucher durch diese Gegend. Wegen Überfällen durch Ute, Navajo und Jicarilla-Apachen verzögerte sich die dauerhafte Landnahme bis nach den Krieg zwischen den USA und Mexiko bis in die 1860er-Jahre. Die Erben von Martinez verkauften aber bereits zuvor nach und nach das Land an amerikanische Siedler. 1880 verkaufte dann Thomas Catron Land aus der Tierra Amarilla Grant an die Denver and Rio Grande Railway und konsolidierte ansonsten den Besitz des restlichen Grants in seinen Händen, indem er alle verfügbaren Landtitel aufkaufte. Der Erwerb war nicht unumstritten, da die ursprünglichen Siedler aus Abiquiúund ihre Nachfahren geltend machten, dass es keine private Landvergabe Angie Martinezfamilie gewesen sei, sondern eine kommunale, die durch den Vertrag von Guadalupe Hidalgo geschützt sein sollte.
Am 5. Juni 1967 stürmte die Alianza Federal de Mercedes unter Führung von Reies López Tijerina das Gerichtsgebäude in Tierra Amarilla, um Mitglieder der Gruppe zu befreien, den örtlichen Staatsanwalt festzusetzen und gegen den Verkauf von Land aus dem Tierra Amarilla Grant an Amerikaner zu protestieren (Tierra Amarilla Land Grant & Courthouse Raid), was ihrer Meinung nach dem Vertrag von Guadalupe Hidalgo widersprach. Um die Lage unter Kontrolle zu bringen, wurde die Nationalgarde nach Tierra Amarilla kommandiert.
Tijerina wurde 1970 für die Erstürmung des Gerichtsgebäudes, bei der Polizeibeamte verletzt wurden, zu einer mehrjährigen Haftstrafe verurteilt. Der Vorfall inspirierte die Bürgerrechtsbewegung des Chicano Movement.